# Панова (Свердловская область)
Панова — деревня в Талицком городском округе Свердловской области России.

## Географическое положение
Деревня Панова находится в 24 километрах (по дорогам в 31 километрах) к северо-востоку от города Талицы, на левом берегу реки Юрмыч — левого притока реки Пышмы, в 1,5 километрах от устья реки Чёрной — левого притока Юрмыча.

## Население
| 2002 | 2010 | 2021 |
| ---- | ---- | ---- |
| 531  | ↘410 | ↘305 |